# Dubrovnik Airline
Dubrovnik Airline (code OACI : DBK) était une compagnie aérienne charter basée à Dubrovnik en Croatie.
Elle fut créée le 15 décembre 2004 par la compagnie de navigation maritime croate "Atlantska Plovidba".
En mars 2007, la compagnie avait 117 employés.

## Flotte

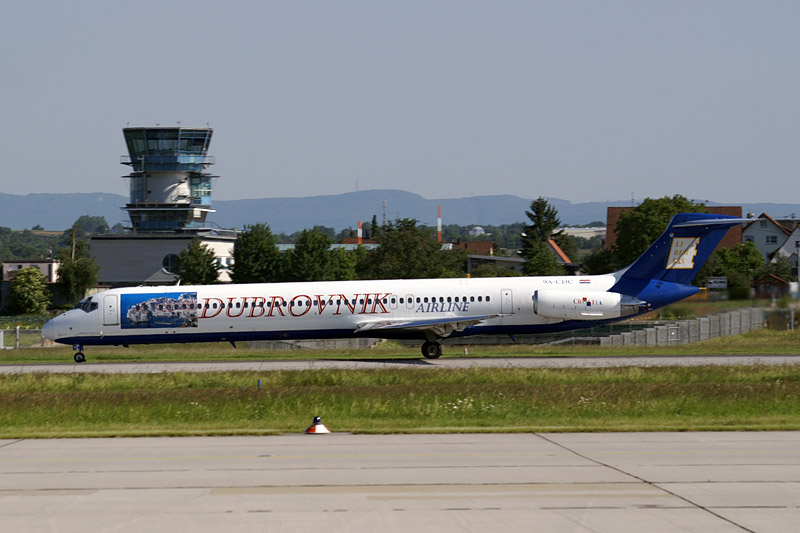
Dubrovnik Airline MD-82 au décollage à Stuttgart.

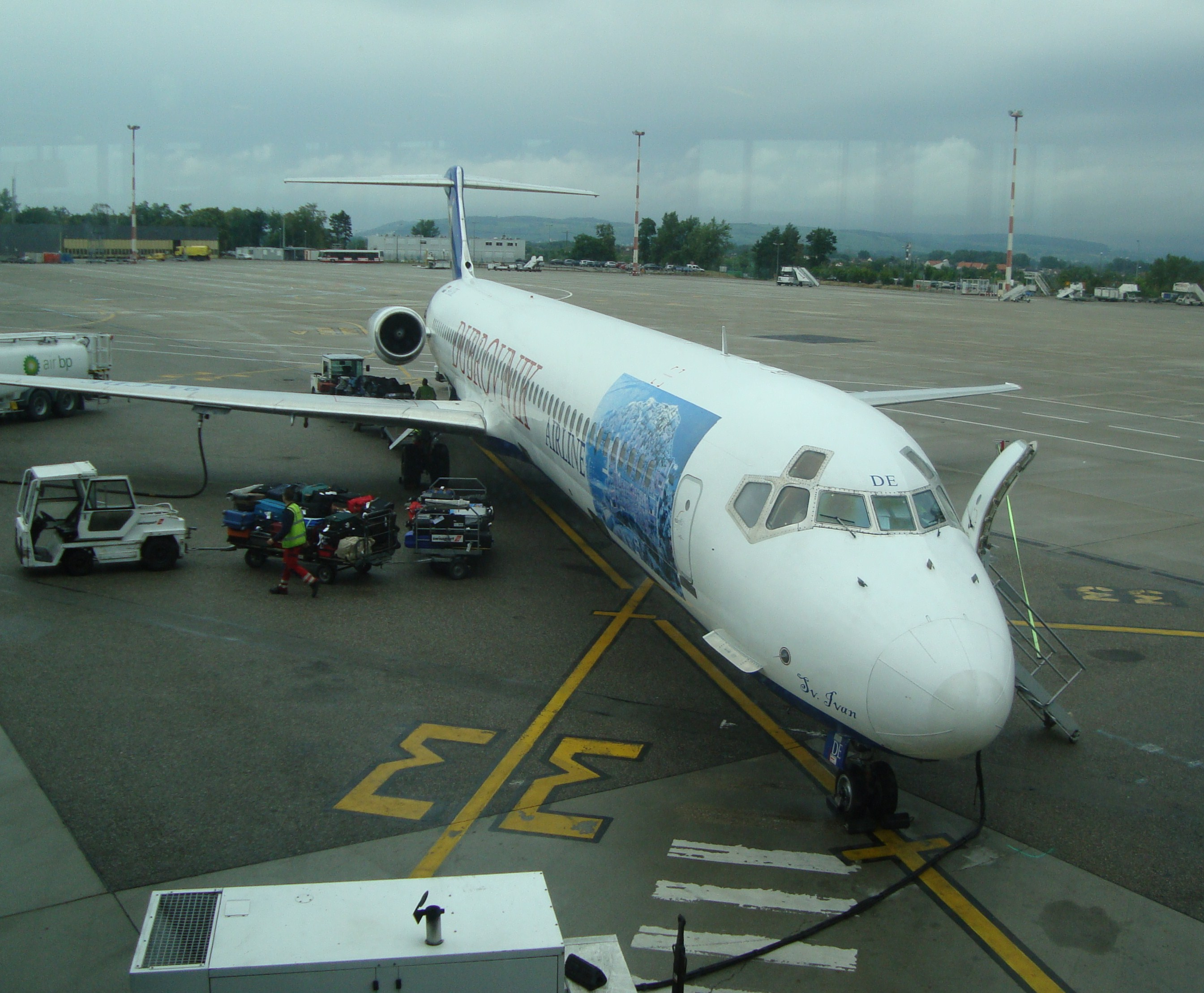
Dubrovnik Airline MD-82 à l'aéroport de Bâle-Mulhouse.

La flotte de Dubrovnik Airline est constituée de :
- 1 A320
- 1 McDonnell Douglas MD-83
- 1 McDonnell Douglas MD-82

Ses avions sont immatriculés : 9A-CDA "Revelin" et 9A-CDE "Sveti Ivan", du nom de divers monuments de la ville de Dubrovnik.
Bien qu'âgée de 25 ans en moyenne à l'été 2010, la compagnie a le certificat d'agrément JAR 145 norme européenne de qualité concernant la maintenance des avions et aussi réussi l'audit IOSA en mars 2008 pour la seconde fois.
Elle a déposé son bilan et déclarée en faillite en octobre 2011.